# Repicatalons de McCown
El repicatalons de McCown (Rhynchophanes mccownii) és una espècie d'ocell de la família dels calcàrids (Calcariidae) i única espècie del gènere Rhynchophanes, si bé ha estat inclòs per diferents autors a Calcarius. Habita praderies i espais oberts, criant des del sud-est d'Alberta cap al sud, per Dakota del Nord i sud-oest de Minnesota fins al sud-est de Wyoming, nord-est de Colorado i nord-oest de Nebraska. Passen l'hivern a l'est de Nou Mèxic, Texas i nord de Mèxic.